# Dactylioglypha
Dactylioglypha là một chi bướm đêm thuộc phân họ Olethreutinae, họ Tortricidae Tortricidae.

## Các loài
- Dactylioglypha avita Diakonoff, 1973
- Dactylioglypha mimas Diakonoff, 1973
- Dactylioglypha pallens Diakonoff, 1973
- Dactylioglypha tonica (Meyrick, 1909)
- Dactylioglypha zonata Diakonoff, 1973